# José Maia Filho
José de Andrade Maia Filho, mais conhecido pelo epíteto de Mainha (Picos, 31 de julho de 1974) é um empresário e político brasileiro que foi deputado federal pelo Piauí.

## Dados biográficos
Filho de José de Andrade Maia e Josefa Bezerra Maia, foi eleito prefeito de Itainópolis pelo antigo PPB em 1996 sendo reeleito no ano 2000, mantendo um contencioso político no referido município com a família de Frank Aguiar no referido município. Presidente da Associação Piauiense de Municípios, ingressou no PFL após deixar a prefeitura, sendo eleito primeiro suplente de deputado federal em 2006 migrando a seguir para o DEM. Foi efetivado parlamentar em 10 de novembro de 2008, dias após o falecimento do deputado Mussa Demes.
Candidato a deputado federal em 2010, 2014 e 2018, não teve êxito. Convocado a exercer o mandato em 2015 por força de manobras políticas do governador Wellington Dias, saiu do SD e ingressou no PP após a Emenda Constitucional nº 91, que fixou um período à troca de partidos sem risco de sanções por infidelidade partidária. Em 2012 foi derrotado ao disputar a prefeitura de Itainópolis.
Seu pai elegeu-se prefeito de Itainópolis em 1982, primeiro suplente do senador Heráclito Fortes em 2002 e prefeito de Vera Mendes em 2004 e 2008.